# Province de Vĩnh Phúc
 Vĩnh Phúc est une province du delta du Fleuve Rouge au nord du Viêt Nam.

## Géographie
Sa superficie est de  1 236,5 km2.

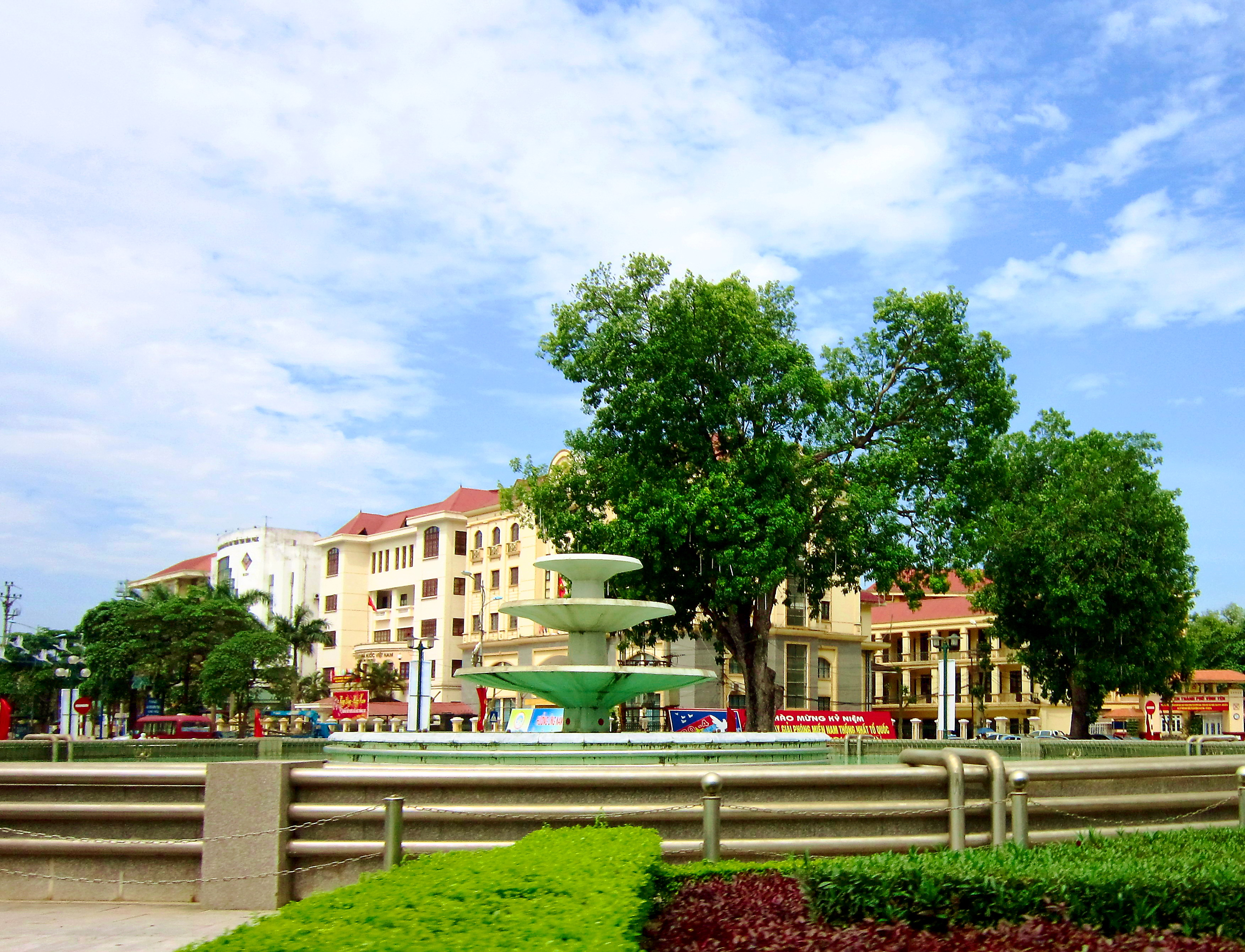
Place de la poste à Vinh Yen.

La province de Vĩnh Phúc est composée de 7  districts :
1. Bình Xuyên
2. Lập Thạch
3. Tam Đảo
4. Tam Dương
5. Vĩnh Tường
6. Yên Lạc

## Personnalités
- Nguyễn Đặng Minh Mẫn, militante pour les droits de l’homme, journaliste